# Anolis calimae
Anolis calimae este o specie de șopârle din genul Anolis, familia Polychrotidae, descrisă de Ayala, Harris și Williams 1983. Conform Catalogue of Life specia Anolis calimae nu are subspecii cunoscute.